# PCサーバ
PCサーバ（ぴーしーサーバ）とは、パーソナルコンピュータ(PC)をベースとしたサーバーのこと。一般にはサーバーの中では簡易的・低価格なものが多いが、サーバー用途向けに一部機能を拡張したものもある。多くはCPUにインテル系のx86系のプロセッサを使用し、IAサーバやx86サーバなどとも呼ばれる。

## 特徴

### ハードウェア
基本的な設計は一般に用いられているPCとほぼ同じであるが、サーバに必要な性能や信頼性、可用性を高めるために拡張や改良など、いくつか異なる点がある。信頼性などに悪影響のない範囲で一般用PCと共通の部品を用いているが、おおむね上質の部品が採用される。
2018年現在の状況を以下に示す。
プロセッサ
マイクロプロセッサ (CPU) は、多くのPCと同様にインテルのx86類のアーキテクチャを源流とする "x86"系統と呼ばれるものが採用されており、特にCPU大手の米インテル社と米AMDは、それぞれ"Xeon"と"EPYC"という、"x86"の中でもサーバ向けに信頼性を高めたハイエンドなCPUファミリーを提供しており、これらがPCサーバに広く採用されている。
マザーボード
通常のPCが1枚のマザーボードに1個のCPUを搭載しているのに対して、一般的なミドル/ハイエンド向けサーバ用マザーボードは1枚に2個や4個のCPUを搭載可能なものが多い。また、2000年代の中頃以降にCPUがマルチコア化したことで、PCサーバ機用のマザーボードに搭載可能なCPUコア数の上限が数十個ほどに上昇した。
普通のPCに存在せず、サーバ独特の管理機構がマザーボード上に実装されている。「マネジメントコントローラー」や「サービスプロセッサ」などの名称で呼ばれているこのICは、主CPUを含めたサーバ全体の動作について外部から遠隔操作と管理を行うための独立したコンピュータであり、サーバの異常時に対する非常操作や平常時の起動／停止などの管理業務を専用ネットワーク回線を通じて行えるようになっている。この管理機構によって多数のサーバを容易に運用管理できる。
メモリ
主記憶装置である半導体メモリには、ECC機能付きのDDR4 SDRAMが採用されていることが多い。搭載容量は1GBから32GBまでと、サーバ機の用途や要求能力によって比較的多様である。
拡張バス
マザーボード上に小さな基板を挿入することで追加機能を加えるための拡張バスとして、PCI Expressが一般的に採用されている。サーバ機の用途によっては多くの挿入スロットとレーンを持つものや、ごく少数しか持たないもの、全く持たないものなど多様である。
補助記憶装置
基本的に全てのPCサーバが補助記憶装置であるHDDを内蔵している。記憶容量と速度性能はサーバ機の用途に大きく左右される。一般的な傾向としては、マルチタスク処理が主体となるアプリケーション・サーバやデータベース・サーバなど、ディスクへの断片的で高頻度な読み書き要求に対応して高速度のアクセス／転送能力があるSASインターフェースを備えた高価格・高性能なSASディスクが採用される傾向があり、エントリクラスの汎用サーバやファイルサーバ、Webサーバのような比較的読み書き頻度が少ないか、連続したファイルへのアクセスが主体となる用途には、一般的なPCでも広く採用されている廉価なSATAディスクが採用されている。HDDは電子機器の部品の中でも劣化や故障が起きる可能性が最も高いものの1つであり、コストとの兼ね合いであるが、RAID（RADI1か5以上）やホットスペアといった機能により複数のHDDを備えて並列運用することで冗長性・信頼性を高めることが多い。また、冗長運用の有無に関わらず、故障したHDDを電源を切らずに交換可能なホットスワップ機能が備わっているものが多い。
近年のSSD価格低下や容量増大、品質改良などにより、一部ではSSDを搭載可能なメーカオプションもある。
電源
ローエンドPCサーバを除けば、ほとんどの電源がユニット化によって2重や3重といった多重化されており、HDDと同様に通電状態を維持したまま可動中のPCサーバから異常電源を活線挿抜できるようになっているものが多い。
冷却機構
外部から導入した冷気が単方向に流れるよう空冷ファン群が配置されており、いずれかの動作異常時にはセンサーが検知できるようになっている。
筐体
19インチラックにマウントすることを前提としたラックマウント型サーバと、一般的なPCと同じようなケースに収められたものが存在する。

### ソフトウェア
稼働させるオペレーティングシステムは、1980年代にはNetWare、OS/2 LAN Server、OpenServerなどが有力であったが、1990年代後半からはWindows NT Serverに始まるWindows NT系のサーバ向けバージョンであるWindows Serverシリーズ、あるいはPC-UNIXでもあるLinuxやFreeBSDなどをサーバ用にカスタマイズしたディストリビューションが主流となっている。

### 信頼性
メインフレームやUNIXサーバなどと比較すると信頼性は低い。しかし多数のベンダーが参入し競争が激しく、信頼性も向上しつつある。UNIXサーバが担う大企業の基幹システムの一部や中堅企業の中核サーバとして使用できる。

### 価格
サーバとしては低価格である。日本での価格は大型機が300万円以上。最小型が50万円未満である。2009年度の出荷台数は、約32万台（JEITA調べ）から約50万台。約1割はブレードサーバである（JEITA調べ）。
保守契約を前提に24時間・365日のオンサイト保守（現地修理）が用意されている場合がある。
|                | 1998年度    | 2002年度 | 2007年度 |
| -------------- | ----------- | -------- | -------- |
| メインフレーム | 51%         | 38%      | 25%      |
| UNIXサーバ     | 25%         | 41%      | 33%      |
| IAサーバ       | 9%          | 15%      | 38%      |
| 独自OSサーバ他 | 15%         | 7%       | 4%       |
| 全体の出荷金額 | 1兆4710億円 | 9867億円 | 6701億円 |

日本市場でのシェア（2008年4月 - 2009年3月、出荷金額ベース、JEITA未参加も含む）は以下の通り。
| 日本電気 | 24.8% |  |
| 日本HP   | 19.7% |  |
| 富士通   | 19%   |  |
| DELL     | 14.1% |  |
| 日本IBM  | 11.9% |  |
| その他   | 10.6% |  |

## 種類

### x86サーバ
x86系（IA-32系）のCPUとアーキテクチャを採用したサーバでは、現在ではx86を64ビットに拡張したx64（AMD64およびIntel 64）が主流である。主要メーカーの主な製品には以下がある。
- HPE ProLiantシリーズ
- DELL PowerEdgeシリーズ
- Lenovo ThinkSystem シリーズ　(旧System x シリーズ)
- Oracle Oracle Server X シリーズ
- 富士通 PRIMERGYシリーズ、PRIMEQUEST シリーズ （現在のモデル）
- 日立 HA8000Vシリーズ 、RV3000シリーズ（両者ともHPEのOEM）
- NEC Express5800 シリーズ 、NX7700xシリーズ
- ユニシス ES7000 シリーズ、rE5000シリーズ(HPEのOEM)

### IA-64サーバ
インテル独自の64ビットアーキテクチャであるIA-64系のCPU（Itanium）を搭載したサーバである。広義の「PCサーバ」では、IA-64サーバを含む場合がある。当初はインテル系CPUを採用したサーバとしては高性能・高信頼性・高価格なハイエンドサーバであったが、現在では上述のx64（AMD64およびIntel 64）の性能が向上して市場の主流となったため、IA-64サーバはニッチ市場化が進んだ。またインテルも2006年のIntel 64命名後は「IA-64」の名称の使用が減っている。主要メーカーの主な製品には以下がある。
- HPE Integrity シリーズ （NEC、日立、三菱電機などにOEM供給）
- 富士通 PRIMEQUEST シリーズ （過去のモデル）
- NEC Express5800 シリーズ （過去のハイエンドモデルのみ）
- ユニシス ES7000 シリーズ (過去の一部モデル）